# 陳文緯
陳文緯，號紫垣，中國清朝官員，甘肅皋蘭縣人，祖籍浙江山陰縣，監生出身。於光緒十八年七月十九日（1892年9月9日）任恆春縣知縣，由代改署，光緒二十年三月（約1894年4月）題補。其任內主持了《恆春縣志》的修史工作，後來該書因甲午戰爭等因素未能刊行，書稿被他攜回中國大陸。至於其他政績還有像於光緒二十年勸車城紳民公建三座田頭碉堡，駐有隘勇瞭望巡防，以抵禦東方的斯卡羅王國。